# Слинявчик

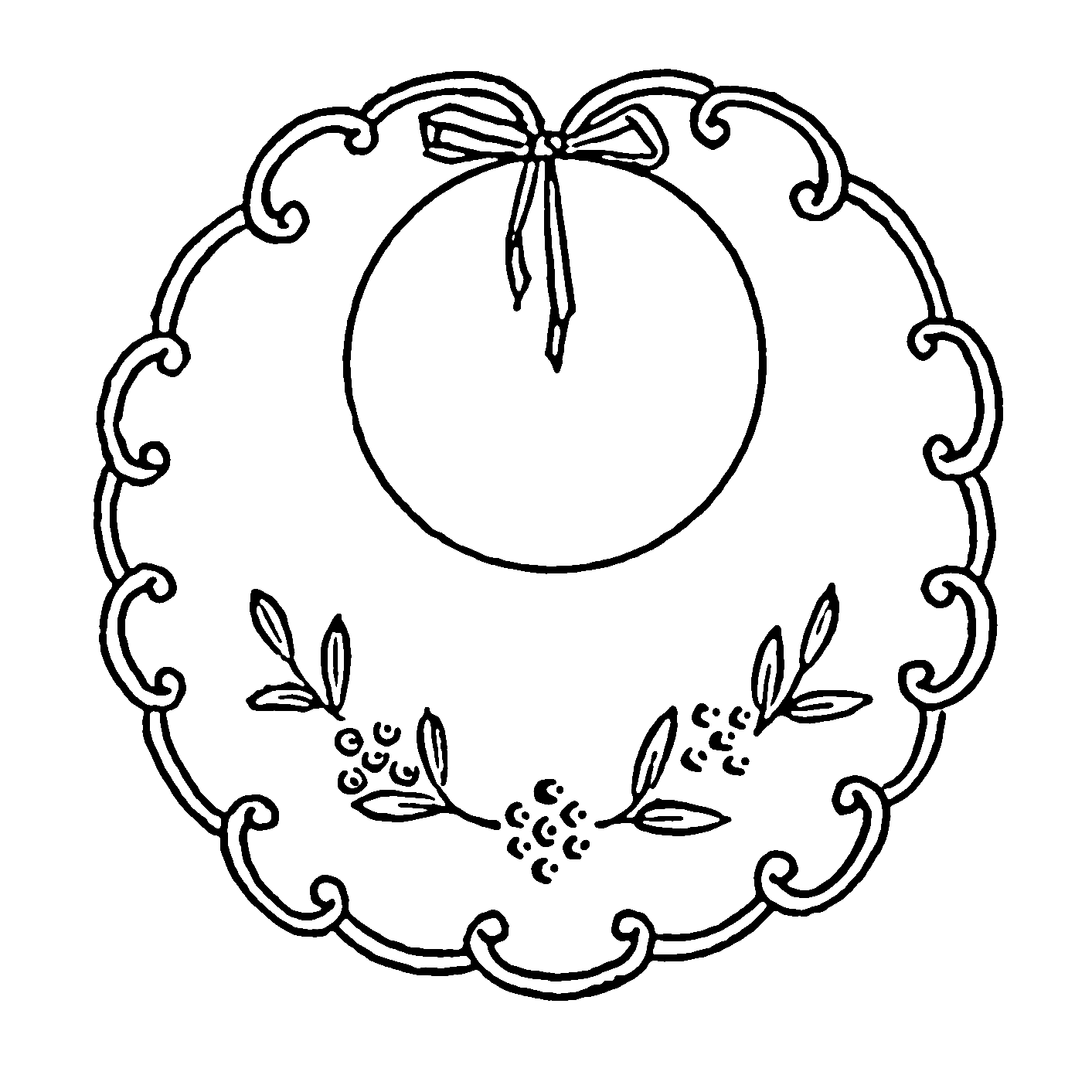
Дитячий слинявчик

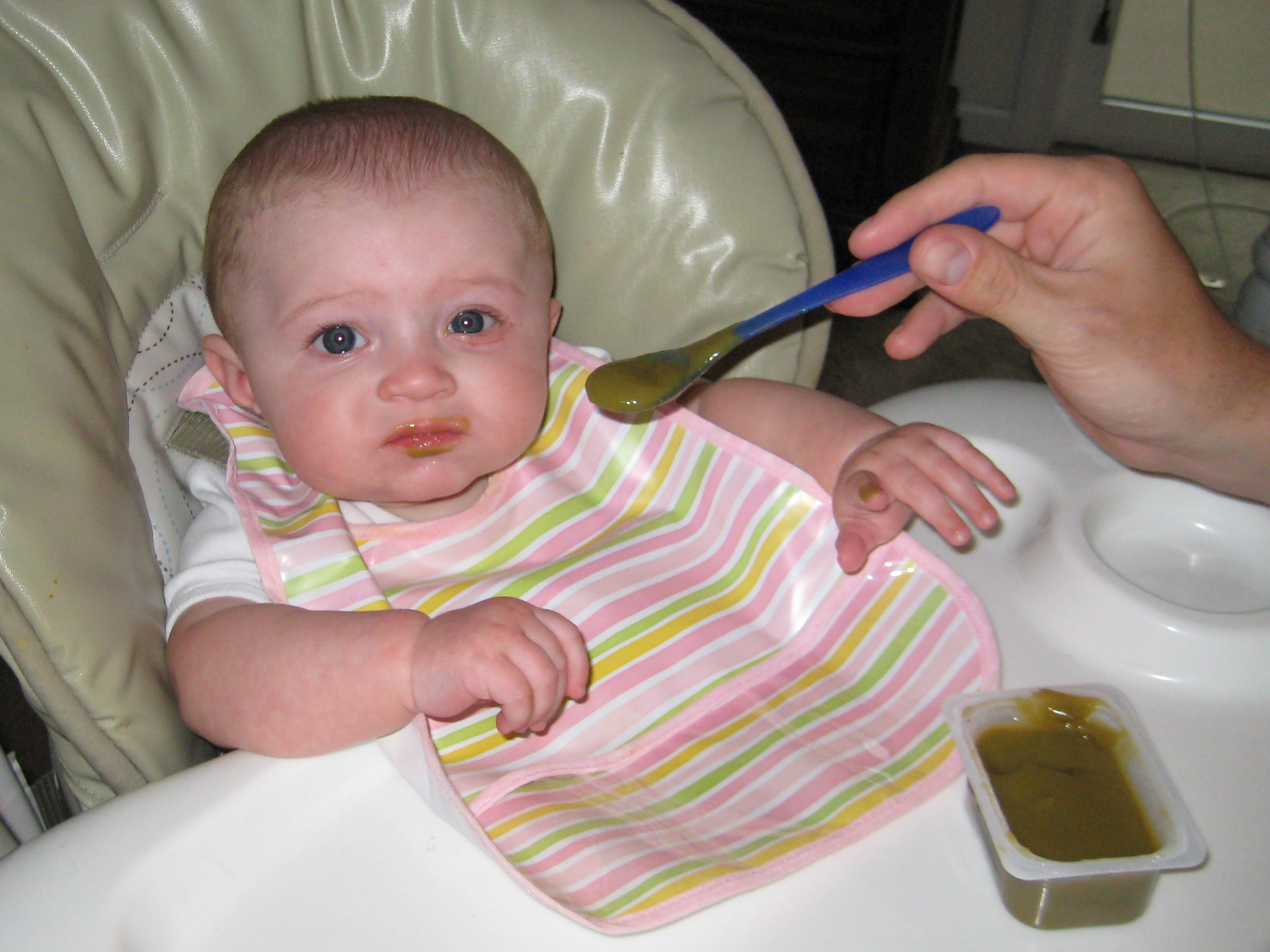
Дитина в слинявчику

Слинявчик (від слина) — предмет одягу, що розташовується від рівня шиї і закриває верхню частину грудей для захисту одягу від можливого забруднення в процесі прийому їжі. Також слинявчиком називають нагрудник у маленьких дітей, який застосовується для тих же цілей.
У стоматології застосовують одноразові паперові слинявчики для захисту одягу пацієнта під час перевірок ротової порожнини або очищення її після лікування зубів.
Строгих обмежень на розмір, форму і матеріал слинявчика немає. Імпровізований слинявчик робиться з будь-якої зручної чистої ганчірки простим кріпленням за комір.
Деякі моделі слинявчик можуть мати великий розмір і «кишеньки», в той час як інші моделі можуть закривати лише низ шиї і невелику частину грудей.
Сучасні слинявчики для дітей виготовляються з кріпленням на липучках, кнопках, гачках, ґудзиках тощо.

## Інші функціонально схожі предмети
Нагрудні серветки (в українській мові їх зазвичай не називають слинявчиками), які використовуються під час прийому їжі, яка включає «складні» або «незручні» страви, як, наприклад, омари. Як і інші серветки, вони використовуються і для витирання рук.

## Схожі за формою предмети
Медичне значення має нагрудник (знову ж таки, в українській мові він не називається слинявчиком! — прим. перекл.), Що складається в тому числі зі свинцю, для того, щоб захистити пацієнта від радіації під час рентгенівських перевірок внутрішніх органів (якщо роблять знімок не грудної клітини)